# Windows SideShow
Windows SideShow ist eine inzwischen eingestellte Technologie, die mit Windows Vista eingeführt wurde. Sie ermöglichte es Windows-PCs eine Vielzahl an Hilfsgeräten zur Anzeige zu betreiben, die an den Haupt-PC angeschlossen sind. Diese Geräte können getrennt oder integriert in den Haupt-PC sein (z. B. ein Display in der Außenseite eines Notebook-Displays), und den Zugang zu Informationen und Medien ermöglichen, auch wenn der Computer selbst ausgeschaltet ist. SideShow kann ebenfalls das Anzeigen von PC-Daten auf Handys oder anderen, über WLAN oder Bluetooth angeschlossenen Geräten, ermöglichen.
SideShow-Anzeigegeräte können mit einer Vielzahl an unterschiedlichen Informationen versorgt werden, wie z. B. Kontakte, Karten, Terminen oder E-Mail-Nachrichten. Diese können benutzt werden, wenn der PC ausgeschaltet ist. Seit die darunterliegende Plattform so energieeffizient ist, können SideShow-Displays, die in Notebooks integriert sind, hunderte Stunden laufen, ohne die Batterie des Notebooks zu leeren, während die ganze Zeit Zugang zu Daten und Multimedia-Inhalten zur Verfügung gestellt wird.
SideShow ist verbunden mit Windows Sidebar (Microsoft Gadget) und diese können leicht so erweitert werden, sodass sie kompatibel zu SideShow-Displays sind. Auf jeden Fall können Hardware- und Chip-Anbieter auch Fähigkeiten zur Verfügung stellen, um Multimedia-Applikationen wie Texte, Bilder, Audio und Video zu ermöglichen. Zum Beispiel kann ein Notebook mit einem zusätzlichen Display als MP3-Player genutzt werden, während es selbst ausgeschaltet ist und der Notebook-Akkumulator hunderte Stunden Strom für die Wiedergabe liefert, da die SideShow-Plattform nicht so viel Strom verbraucht, wie das angeschaltete Notebook selbst.

## SideShow-APIs
Ein Windows SideShow-Gadget wird durch Programmierung mit der Windows-APIs geschrieben, einer mit Windows Vista verfügbaren API. Ebenfalls ist eine API für .Net-Framework-Entwickler erschienen, die Vorlagen für Microsoft Visual Studio 2005/2008 zur Demonstration, wie man SideShow-Gadgets programmiert, enthält.
Windows SideShow-Geräte haben andere Hardwareeigenschaften als Geräte wie Handys oder PDAs. Windows SideShow-Geräte haben ihren eigenen Prozessor; sie müssen sich nicht allein auf den Computer verlassen, um Aufgaben auszuführen. Es gibt Online- und Offline-Fähigkeiten, die es dem Gerät erlauben, größere Komponenten auf dem angeschlossenen Computer zu betreiben. Die folgende Liste enthält typische Display-Typen und -Technologien:
| Typ des Geräts       | Beschreibung |
| -------------------- | --- |
| Erweitertes Display  | Ein Hilfsdisplay, das Farbinhalte einschließlich Text und Bilder darstellen kann, z. B. ein Gerät, das Microsofts Renderingcode für das .NET Micro Framework ausführt. |
| Einzelzeilendisplay  | Ein Hilfsdisplay, das in der Lage ist, eine einzelne Zeile Text darzustellen, aber keine Bilder.                                                                       |
| Integriertes Display | Ein Hilfsdisplay, das auf der Vorderseite eines Notebooks, Desktops oder Servers sitzt, beispielsweise auf der Außenseite eines Notebookdisplays.                      |
| Entferntes Display   | Ein Hilfsdisplay, das nicht direkt am Computer platziert ist, sondern über drahtlose Netzwerk-Protokolle wie Bluetooth oder WLAN mit dem Computer kommuniziert.        |

Hardware-spezifische Applikationen, die Medien wie Audios oder Videos zur Verfügung stellen, können über das SideShow User Interface gesteuert werden, was das SDK des spezifischen Plattform-Herstellers benötigt. Zum Beispiel stellt PortalPlayer Inc. die „Preface“-Plattform zur Verfügung, die über Fähigkeiten wie das En-/Decodieren von MP3, AAC oder MPEG-4 und anderen Formaten verfügt.

## Fehlende Marktakzeptanz und Ende
SideShow wurde nur wenig enthusiastisch durch die OEMs angenommen. Manche sehen SideShow als Versuch von Microsoft, dass die Hersteller Hardware produzieren, die nur mit Microsoft-Betriebssystemen kompatibel ist.
Am 1. Februar 2010 stellte Ikanos Consulting Threemote vor, eine Suite SideShow-kompatibler Produkte für Embedded-Plattformen, einschließlich Golden-i, Google Android und Microsoft Windows Mobile.
Schließlich besiegelte Microsoft selbst 2012 das Ende der Gadgets und damit der SideShow. Man wollte sich mehr auf Windows 8 und dessen Live-Tiles fokussieren, zudem wurden die Gadgets inzwischen als nicht zu behebendes Sicherheitsproblem betrachtet, womit man sich für deren Entfernung aus Windows Vista und 7 per FixIt-Tool entschied.